# اولیویرو ماسکرونی
اولیویرو ماسکرونی (انگلیسی: Oliviero Mascheroni; ۱۱ ژوئن ۱۹۱۴ – ۲۷ نوامبر ۱۹۸۷) بازیکن فوتبال اهل ایتالیا بود.
از باشگاه‌هایی که در آن بازی کرده‌است می‌توان به باشگاه فوتبال اینتر میلان، باشگاه فوتبال تورینو، باشگاه فوتبال آ.اس. رم، باشگاه فوتبال ارورا پرو پاتریا ۱۹۱۹، باشگاه فوتبال سمپدوریا، باشگاه فوتبال آ.ث. میلان، و باشگاه فوتبال نووارا اشاره کرد.